# 1788 w polityce

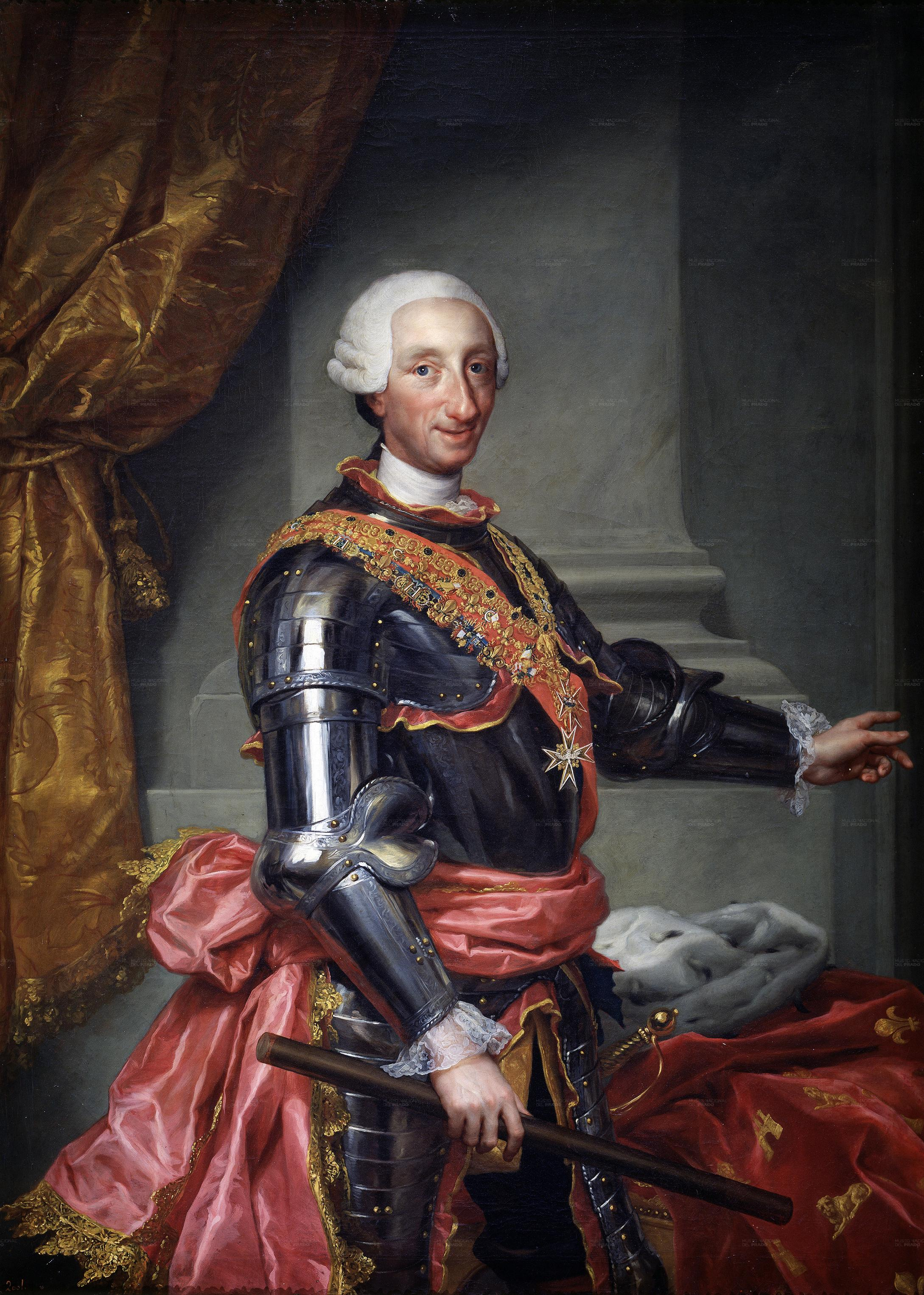
Karol III Burbon

Wydarzenia polityczne w 1788 roku.

## Zmarli
- 14 grudnia Karol III, król Hiszpanii[1].